# Å
Å، å حرفی الفبایی‌است که در چند زبان گونه‌گون واج‌های مختلف ولی شبیه را نشان‌می‌دهد. این حرف در الفبای زبان‌های سوئدی، نروژی، دانمارکی، فنلاندی، فریسی شمالی، گرینلندی، املیانو-رومالیونو، ایسترو-رومانی، والون، چامورو، سامی لوله، سامی جنوبی، سامی اسکولت، آلمانیش، آلمانی اتریش و گویش‌های بایرنی استفاده‌می‌شود. این حرف ساخته شده از یک A با دایره‌ای بر فراز آن می‌باشد.
در زبان‌های اسکاندیناوی این حرف نشان‌دهندهٔ دو آوای /ɔ/ و /o:/ می‌باشد.

## دیگر کاربردها
Å نشان یکای آنگستروم می‌باشد. این یکا به افتخار فیزیکدان سوئدی آندرش یوناس انگستروم نام‌گذاری‌شده و حرف اول نام Ångström می‌باشد.